# Gonneville-sur-Honfleur
Gonneville-sur-Honfleur település Franciaországban, Calvados megyében. Lakosainak száma 855 fő (2022. január 1.). Gonneville-sur-Honfleur Ablon, Équemauville, Fourneville, Genneville, Honfleur, La Rivière-Saint-Sauveur és Saint-Gatien-des-Bois községekkel határos.

## Népesség
A település népességének változása:
| Lakosok száma | 569  | 552  | 718  | 760  | 848  | 860  | 875  | 882  | 873  | 855  |
|               | 1968 | 1982 | 1990 | 2006 | 2013 | 2015 | 2017 | 2019 | 2020 | 2022 |